# Галуненко Олександр Васильович
Олекса́ндр Васи́льович Галуне́нко (*1 березня 1946, Троїцьке) — льотчик-випробувач Авіаційного науково-технічного комплексу імені О. К. Антонова, помічник генерального конструктора з льотних питань, кандидат технічних наук, Президент ГО «Федерація авіаційного спорту України», член Наглядової Ради НАУ, Голова координаційної ради ГО «Асоціація літакобудівників», Герой України (з врученням ордена «Золота Зірка» № 1), почесний громадянин Бучі.

## Життєпис
Народився 1 березня 1946 року в селі Троїцьке Мелітопольського району, Запорізької області. Українець;
Освіта:
- Чернігівське вище військове авіаційне училище льотчиків (1964—1968), льотчик-інженер;
- Ленінградський інститут авіаційного приладобудування (1971—1974);
- Школа льотчиків-випробувачів Міністерства авіаційної промисловості СРСР (1973—1975), льотчик-випробувач.

09.2007 кандидат в народні депутати України від Партії регіонів, № 236 в списку. На час виборів: народний депутат України, член ПР.
Народний депутат України з 25 травня 2006 по 23 листопада 2007 від Партії регіонів, № 192 в списку. На час виборів: помічник ген. конструктора Авіаційного науково-технічного комплексу імені О. К. Антонова, член ПР. Голова підкомітету з питань авіаційного транспорту Комітету з питань транспорту і зв'язку (з 07.2006), член фракції Партії регіонів (з 05.2006).
- 10.1968 — 12.73 — льотчик, ст. льотчик, командир ланки, заступник командира ескадрильї, в/ч 06858 Одес. ВОкр.
- 12.1973-05.75 — слухач, льотчик-випробувач, Школа льотчиків-випробувачів Мін-ва авіаційної пром. СРСР.
- 05.1975-12.91 — льотчик-випробувач,
- 12.1991-09.94 — командир льотного загону, АНТК ім. О. Антонова.
- 09.1994-09.96 — віцепрезидент, «Міжнародна авіакомпанія „Антонов-Аеротрек“».

З 09.1996 — льотчик-випробувач, помічник ген. конструктора з льотних питань АНТК ім. О.Антонова.
Довірена особа кандидата на пост Президента України В. Януковича в ТВО № 97 (2004-05). Обраний депутатом Київської облради (04.2006).
Олександр Галуненко живе в Бучі Київської області.

## Досягнення
Льотні випробування Ан-28, Ан-72, Ан-32, Ан-124 «Руслан», Ан-225 «Мрія», Ан-70.
Встановив 263 світових авіаційних рекордів: на Ан-72 — 8, на Ан-124 «Руслан» — 21, на Ан-225 «Мрія» — 234 (в одному польоті 110, в другому — 124 світових рекордів).
За встановлення 110 світових авіаційних рекордів в одному польоті на Ан-225 «Мрія» його ім'я занесено у книгу рекордів Гіннеса (1991).

## Нагороди
- Відзнака Президента України «Герой України» з врученням ордена «Золота Зірка» (21 серпня 1999; перший кавалер ордена «Золота Зірка») — за особисту мужність і героїзм, виявлені під час проведення льотних випробувань нової авіаційної техніки[3]
- Орден «За заслуги» III ст. (20 вересня 1997) — за особисту мужність і високий професіоналізм, виявлені у випробуванні льотного зразка військово-транспортного літака Ан-70[4]
- Орден Пошани (СРСР, 1988)
- Орден Дружби (Російська Федерація, 1998)
- Заслужений працівник транспорту України (1992)
- Заслужений льотчик-випробувач СРСР (1989)
- Майстер спорту міжнародного класу (1990), заслужений майстер спорту України (2004)

## Родина
- дружина Валентина Миколаївна (1946) — педагог, домогосподарка;
- син Євген (1969) — льотчик-випробувач АНТК ім. О. К. Антонова;
- дочка Олена (1973) — економіст, домогосподарка.